# Asota eusemioides
Asota eusemioides är en fjärilsart som beskrevs av Felder 1874. Asota eusemioides ingår i släktet Asota och familjen nattflyn. Inga underarter finns listade i Catalogue of Life.